# Contea di Alexander (Carolina del Nord)
La contea di Alexander, in inglese Alexander County, è una contea dello Stato della Carolina del Nord, negli Stati Uniti. La popolazione al censimento del 2000 era di 33 603 abitanti. Il capoluogo di contea è Taylorsville.

## Storia
La contea di Alexander fu costituita nel 1847.